# Protea gaguedi
Protea gaguedi là một loài thực vật có hoa trong họ Quắn hoa. Loài này được J.F.Gmel. miêu tả khoa học đầu tiên năm 1791.